# Theodor Zimmermann (Politiker)
Christian Theodor Zimmermann (* 28. August 1795 in Arnstadt; † 16. Juni 1882 ebenda) war Jurist und Politiker im Fürstentum Schwarzburg-Sondershausen.

## Leben
Theodor Zimmermann war das einzige Kind des Justizrats Johann Christian Zimmermann (* 7. Juni 1763, † 3. Juli 1837) und dessen Ehefrau Johanna Sophie geb. Meinhardt (* 30. August 1769, † 3. April 1855), einer Schwester des langjährigen Arnstädter Bürgermeisters Christian Heinrich Meinhardt (1774–1852). Er heiratete im November 1826 in Berlin Alexandrine Friederike Louise Kieselbach (* 25. November 1805 in Berlin; † 20. April 1882 in Arnstadt), Tochter des Emanuel Kieselbach aus Berlin. Ein Sohn Theodor, geboren in Berlin, Abitur 1846 in Arnstadt, wurde Direktor beim Landgericht 1 in Berlin, † 11. Juni 1923.
Nach dem Abitur 1813 in Arnstadt studierte Zimmermann Rechtswissenschaft in Jena. Spätestens ab 1817 war er als Regierungsadvokat in Arnstadt tätig. Infolge „freimüthiger Vertheidigung angegriffener Rechte der Gesammtheit“ wurde er mit einer Geldstrafe und vierwöchigem Arrest gemaßregelt. Nachdem ihm außerhalb des Fürstentums die Rechtlosigkeit der Maßregelung bestätigt worden war, ging er im Oktober 1823 außer Landes. 1826 war er Kammergerichts-Justizkommissar in Berlin. Nach dem Tod des Vaters kehrte er, inzwischen Justizrat, nach Arnstadt zurück.
Von Juni 1841 bis Juli 1847 war Zimmermann Stadtverordneter von Arnstadt, mit seinem Onkel Meinhardt als Bürgermeister. Als im September 1841 die langerwartete Landesverfassung veröffentlicht wurde, unterzog er sie einer eingehenden Analyse. Er kritisierte die Vermögensaufteilung zwischen Fürstenhaus und Land und veranlasste, dass die Arnstädter Wähler ihre Entscheidung bei der Landtagswahl Anfang 1842 mit einem entsprechenden Vorbehalt versahen. Diese Wahlentscheidungen wurden umgehend als unzulässig zurückgewiesen; das für den April 1843 festgestellte Wahlergebnis war deshalb unvollständig. Erst im August lagen auch aus der Oberherrschaft gültige Ergebnisse vor, nachdem Arnstadts Stadtverordnete und der Handelsstand um Aufschub gebeten und die Wähler dort ihre Vorbehalte im Vertrauen auf zugesagte Verbesserungen aufgegeben hatten.
Bei diesem letzten Wahlakt wurde Zimmermann Deputierter für die Stadt Arnstadt, mit seinem Stadtverordneten-Kollegen Friedrich Emmerling als Stellvertreter. Im Landtag fungierte Zimmermann während der vorbereitenden Sitzungen als Sekretär. Als er Landtagsdirektor werden sollte, lehnte er das Amt ab. Er sah keine Möglichkeit, seine tiefgehende Verfassungskritik zur Geltung zu bringen, und schied nach dem ersten Landtag (mit Sitzungen vom 31. August 1843 bis zum 20. Dezember 1844) aus, so dass Emmerling im zweiten Landtag für ihn nachrückte. Im Landtagsabschied vom Mai 1844 wurden die fraglichen Themen als „für immer in zufriedenstellender Weise geordnet“ betrachtet. Da sie im März 1848 mit der gleichen Dringlichkeit wiederkehrten, sah Zimmermann sich zu seiner Rechtfertigung veranlasst.

## Veröffentlichungen
- Das neue Landesgrundgesetz des Fürstenthums Schwarzburg-Sondershausen. In: Allgemeiner Anzeiger und Nationalzeitung der Deutschen vom 9. Oktober 1841, Spalte 3569–3579 und 3585–3589.[25]
- [Wahlvoraussetzung.] In: Allgemeiner Anzeiger und Nationalzeitung der Deutschen vom 31. Dezember 1841, Spalte 4679–4681.[25]
- [Rechtfertigung.] In: Privilegirtes Arnstädtisches Regierungs- und Intelligenz-Blatt vom 25. März 1848, S. 103–105.[26]

## Nachweise
1. ↑  In Arnstadts Adressbüchern war er als „Theodor Zimmermann“ geführt, z. B. im Adreßbuch der Stadt Arnstadt 1881, S. 77.
2. ↑  Bürgerbuch S. 284 (Nr. 1660).
3. ↑  Todesanzeige und kirchenamtliche Todes- und Geburtsangabe in Privilegirtes Arnstädtisches Regierungs- und Intelligenz-Blatt vom 15. Juli 1837, S. 129, bzw. vom 6. Januar 1838, S. 4.
4. ↑  Todes- und Geburtsangabe in Privilegirtes Arnstädtisches Regierungs- und Intelligenz-Blatt vom 27. Oktober 1855, S. 369.
5. ↑  Kirchschlager S. 91–93.
6. ↑  Heiratsanzeige in Arnstädtisches Regierungs- und Intelligenz-Blatt vom 11. November 1826, S. 207.
7. ↑  Unser Arnstädter Gymnasium von 1829–1929. Hrsg. vom Gymnasiasten-Turn-Verein Arnstadt. 1931. S. 42f.
8. ↑  Verzeichnis der Arnstädter Abiturienten S. 14.
9. ↑  Eingeschrieben am 30. Mai 1813 (Matrikel der Universität Jena 1801‒1854, S. 65).
10. ↑  Vgl. Arnstädtische wöchentliche Anzeigen und Nachrichten vom 15. November 1817, S. 361, und vom 15. April 1820, S. 118.
11. ↑  Rechtfertigung S. 103.
12. ↑  Der Garnisonshauptmann F. v. Soden, Zimmermanns Freund, musste den Arrest in der Hauptwache im Januar 1820 vollziehen. (Schwarzburg-Sondershausen in den Erinnerungen usw., S. 77f.)
13. ↑  Arnstädtisches Regierungs- und Intelligenz-Blatt vom 25. Oktober 1823, S. 186.
14. ↑  Privilegirtes Arnstädtisches Regierungs- und Intelligenz-Blatt vom 10. Juli 1841, S. 133, und vom 26. Juni 1847, S. 209.
15. ↑  Gesetz-Sammlung 1841 S. 202–251.
16. ↑  Wahlvoraussetzung Spalte 4680; Rechtfertigung S. 104.
17. ↑  Privilegirtes Arnstädtisches Regierungs- und Intelligenz-Blatt vom 21. Mai 1842, S. 105–107.
18. ↑  Fürstlich Schwarzb. Regierungs- und Intelligenz-Blatt vom 29. April 1843, S. 133–135.
19. ↑  Privilegirtes Arnstädtisches Regierungs- und Intelligenz-Blatt vom 15. Juli 1843, S. 229.
20. ↑  Die Verbesserungen wurden am 7. September verkündet: Fürstlich Schwarzb. Regierungs- und Intelligenz-Blatt vom 16. September 1843, S. 299–301.
21. ↑  Fürstlich Schwarzb. Regierungs- und Intelligenz-Blatt vom 26. August 1843, S. 271f.
22. ↑  vom 31. August bis zum 6. September, vgl. Fürstlich Schwarzb. Regierungs- und Intelligenz-Blatt vom 9. September 1843, S. 291.
23. ↑  Am 8. September für das Amt vorgeschlagen, am 9. vom Fürsten akzeptiert, am 12. abgelehnt. (Lengemann S. 57 Anm. 29.)
24. ↑  Landtagsabschied S. 59.
25. 1 2  Der Artikel ist nicht namentlich gezeichnet, gehört aber mit hoher Wahrscheinlichkeit zu Zimmermanns „in jener Zeit viele Anerkennung findenden Aufsätzen im Allg. Anzeiger d. D.“ (S. 103 seiner Rechtfertigung).
26. ↑  Eine Bemerkung des Abgeordneten Dr. Magerstedt im Landtagsprotokoll vom 15. Februar 1848, S. 210, ist hier der Anlass, Zimmermanns Rolle bei den Auseinandersetzungen über das Landesgrundgesetz darzulegen.
27. ↑  mit fehlerhaften Angaben zur Landtagszugehörigkeit auf S. 265.

| Personendaten    | Personendaten                                      |
| ---------------- | -------------------------------------------------- |
| NAME             | Zimmermann, Theodor                                |
| ALTERNATIVNAMEN  | Zimmermann, Christian Theodor (vollständiger Name) |
| KURZBESCHREIBUNG | deutscher Jurist und Politiker                     |
| GEBURTSDATUM     | 28. August 1795                                    |
| GEBURTSORT       | Arnstadt                                           |
| STERBEDATUM      | 16. Juni 1882                                      |
| STERBEORT        | Arnstadt                                           |